# Pidsmereky
Pidsmereky (ukr. Підсмереки) – wieś na Ukrainie, w obwodzie lwowskim, w rejonie lwowskim (wcześniej w rejonie przemyślańskim).
Do 1946 roku miejscowość nosiła nazwę Podwicyń (ukr. Підвіцень, Pidwiceń).